# Izsák
Izsák é uma cidade da Hungria, situada no condado de Bács-Kiskun. Tem 113,76 km² de área e sua população em 2019 foi estimada em 5.567 habitantes.